# جائزة أستراليا الكبرى للدراجات النارية 2002
جائزة أستراليا الكبرى للدراجات النارية 2002 هو سباق دراجات نارية أقيم بتاريخ 20 أكتوبر 2002 في حلبة الجائزة الكبرى بجزيرة فيليب. كان السباق الخامس عشر من أصل 16 في سباق الجائزة الكبرى للدراجات النارية موسم 2002. فاز الإيطالي فالنتينو روسي بفئة الموتو جي بي بينما جاء البرازيلي أليكس باروس في المركز الثاني وحصل على المركز الثالث الياباني توهرو أوكاوا.

## وصلات خارجية
- الموقع الرسمي